# 팟 키마오
팟키마오(태국어: ผัดขี้เมา→주정뱅이 볶음)는 태국의 볶음 국수 요리이다.

## 이름
태국어 "팟(ผัด)"은 "볶다" 또는 "볶음"을, "키마오(ขี้เมา)"는 "주정뱅이"를 뜻한다.

## 만들기
센야이(เส้นใหญ่→넓은 국수)라 불리는 쌀국수에 간장, 남 쁠라(어장), 굴소스, 마늘, 고기, 해산물, 콩, 고추(새눈고추), 후추와 타이바질, 홀리바질 등을 넣어 볶는다.

## 같이 보기
- 팟 시이우
- 팟 타이